# Leonida d'Epiro
Leonida d'Epiro o Leuconide (fl. IV secolo a.C.), parente Illirico di Olimpiade; fu lui a coordinare i pedagoghi e gli istruttori del giovane Alessandro Magno prima che divenisse allievo di Aristotele.

## Biografia
Leonida era un uomo di carattere austero, addestrò il giovane principe in una disciplina laconica. Si dice che avesse esaminato i bauli che contenevano le lenzuola e i vestiti del suo allievo, per verificare che Olimpiade non vi avesse messo alcunché che potesse essere considerato di lusso. Alessandro successivamente disse che Leonida gli fornì due eccellenti cuochi: una marcia notturna con cui condire la colazione e una misera colazione per condire la cena.
In un'occasione, quando Alessandro ad un sacrificio stava gettando grandi quantità di incenso sul fuoco, Leonida lo ammonì dicendo: "sii più parsimonioso con essa, finché non avrai conquistato il paese in cui cresce". Alessandro successivamente gli inviò 600 talenti di incenso e mirra. Il messaggio con cui li accompagnò recitava: "Di cui non sarai più avaro nelle tue offerte agli dei".
Potrebbe essere oggetto di discussione se la durezza della disciplina di Leonida non sia poi stata successivamente un beneficio per la formazione del carattere di Alessandro.